# Apophua tricarinata
Apophua tricarinata là một loài tò vò trong họ Ichneumonidae.